# All About Us
All About Us (englisch „alles über uns“) ist ein Lied der russischen Band t.A.T.u. Es wurde im August 2005 aus deren zweitem englischsprachigen Album Dangerous and Moving ausgekoppelt, ist aber auch auf der russischsprachigen Version Ljudi Inwalidy zu finden. Nach weltweiten Erfolgen in den Jahren 2002 und 2003 waren t.A.T.u. durch die verzögerte Veröffentlichung ihres zweiten Albums außerhalb Russlands von der Bildfläche verschwunden, mit der Comebacksingle gelang ihnen aber der erneute Einzug in die Top 10 der europäischen Hitparaden. Geschrieben wurde das Lied von Josh Alexander, Billy Steinberg, sowie dem australischen Duo The Veronicas.

## Musikvideo
Das Musikvideo zum Song entstand unter der Regie von James Cox in Los Angeles. Wie schon bei vorherigen Veröffentlichungen von t.A.T.u. wurde auch bei All About Us das Musikvideo zur gezielten Provokation eingesetzt.

### Zusammenfassung
Das Musikvideo beginnt mit einer Aufnahme der beiden Sängerinnen Jelena Katina und Julija Wolkowa in einem Sportwagen, im Autoradio wird All the Things She Said gespielt – eine Anspielung auf ihre erste englischsprachige Single.
In einem koreanischen Restaurant bricht dann ein Streit zwischen den beiden Sängerinnen aus, in dessen Verlauf Wolkowa wütend aus dem Lokal stürmt. Ein Sportwagen hält neben ihr und der Fahrer, gespielt von Charlie Koznik, bietet ihr an, sie mitzunehmen. Sie nimmt das Angebot an und steigt ein, zeitgleich begibt sich Katina auf die Suche nach Wolkowa und versucht, diese über ihr Handy zu erreichen. Wolkowa ist inzwischen in der Wohnung oder dem Hotelzimmer des Mannes eingetroffen, wo beide beginnen, miteinander zu schlafen. Der Mann beginnt dabei rabiat zu werden, Wolkowa reißt sich los und schreit ihn an. Dieser schlägt Wolkowa daraufhin. Sie schafft es aber erneut, dem Mann kurzzeitig zu entfliehen, findet auf dem Boden eine Pistole und erschießt ihn. Anschließend klettert Wolkowa über die Feuerleiter aus dem Zimmer auf die Straße, wo sie erneut mit Katina zusammentrifft.
In der zensierten Version des Musikvideos fehlen die gewalttätigsten Szenen. In Deutschland durfte nur diese geschnittene Fassung gezeigt werden.

## Kritiken
Das Lied erhielt gemischte Kritiken. Das US-amerikanische Billboard Magazine kritisierte den Refrain als „nahezu identisch mit All the Things She Said“, und urteilte: „Ihr erstes Lied war eine regelrechte Pop-Bombe, aber dieses Duo schrie so laut Wolf, dass sein Status als One-Hit-Wonder absolut berechtigt ist.“ Die Redewendung „schrie so laut Wolf“ bezieht sich auf die Fabel Der Hirtenjunge und der Wolf, und soll ausdrücken, dass t.A.T.u. nach ihrem vorgespielten Lesben-Image nicht mehr glaubwürdig erscheinen.
Das Online-Musikportal Pitchfork zog ebenfalls den Vergleich mit All the Things She Said, kam aber zu einem positiven Schluss. Beide Lieder seien gleich aufgebaut und enthalten einen guten Refrain. Pitchfork befand den an den Refrain angehängten, klagenden Gesangsteil in All About Us jedoch als besser als in t.A.T.u.s erstem großen Hit. Das Musikvideo zur Single wurde als „Ode an die Freundschaft“ gewertet.
In der britischen Musiksendung CD:UK wurde All About Us als „aussagekräftig und kraftvoll, mit einer guten Melodie“ beschrieben. Besonders herausgestellt wurde die Bedeutung des Liedtextes, der Jugendliche sehr stark anspreche und deutlich aussagekräftiger sei als jener der meisten Punk-Rock-Lieder. t.A.T.u. als Duo wurde von CD:UK als „spannendster Pop-Act seit Jahren“ bezeichnet, da sie es mit All About Us erneut schafften Abstand zu „zwielichtigem Marketing“ zu nehmen und „Teenagern Unabhängigkeit und den Eltern Angst“ zu vermitteln.

## Chartplatzierungen
All About Us erreichte die Top 10 der meisten europäischen Länder. In Deutschland und der Schweiz gelang dem Gesangsduo mit dem Stück ein zweiter Top-10-Hit, in Österreich und Großbritannien waren t.A.T.u. dort zum dritten Mal vertreten. In allen genannten Ländern sollte All About Us jedoch t.A.T.u.s letzte Singleveröffentlichung sein, die sich unter den zehn besten Liedern der Charts platzieren konnte. In den Vereinigten Staaten von Amerika erreichte der Song Platz 13 der „Dance Club Songs Charts“ und hielt sich in diesen drei Wochen lang.
| ChartsChartplatzierungen     | Höchstplatzierung | Wochen |
| ---------------------------- | ----------------- | ------ |
| Deutschland (GfK)            | 7 (18 Wo.)        | 18     |
| Österreich (Ö3)              | 3 (20 Wo.)        | 20     |
| Schweiz (IFPI)               | 9 (31 Wo.)        | 31     |
| Vereinigtes Königreich (OCC) | 8 (7 Wo.)         | 7      |

| ChartsJahrescharts (2005) | Platzierung |
| ------------------------- | ----------- |
| Deutschland (GfK)         | 68          |
| Österreich (Ö3)           | 35          |
| Schweiz (IFPI)            | 92          |

## Titelliste der Single
Japan CD-Single
1. All About Us
2. All About Us (Instrumental-Version)

UK Maxi-Single
1. All About Us (Single Version) 3:05
2. Divine (Non-LP Long Version) 3:17
3. All About Us (Dave Aude Vocal Edit) 4:36
4. All About Us (Stephane K Radio Mix) 4:09
5. All About Us (Explicit Music Video) 3:26

Europäische Maxi-Single
1. All About Us (Single Version) 3:05
2. Divine (Non-LP Long Version) 3:17
3. All About Us (Dave Aude Vocal Edit) 4:36
4. All About Us (Stephane K Radio Mix) 4:09
5. All About Us (Explicit Music Video) 3:26

Remix-Single
1. All About Us (Dave Aude Big Room Vocal)
2. All About Us (Dave Aude Vocal Edit)
3. All About Us (Dave Aude Big Club Dub)
4. All About Us (Dave Aude Big Mixshow)
5. All About Us (Dave’s Acid Funk Dub)
6. All About Us (Stephane K Radio Mix)
7. All About Us (Stephane K Extended Mix)
8. All About Us (Stephane K Guitar Dub Mix)
9. All About Us (The Lovermakers Mix)
10. All About Us (Glam as You Mix by Guena LG)
11. All About Us (Glam as You Radio Mix by Guena LG)
12. All About Us (Sunset in Ibiza Mix by Guena LG)
13. All About Us (Sunset in Ibiza Radio Mix by Guena LG)

DVD-Promo-Single
1. All About Us (Explicit Music Video)
2. All About Us (Glam as You Mix by Guena LG) (Audio with Picture Slideshow)
3. All About Us (The Lovermakers-Mix) (Audio with Picture Slideshow)